# Foot Ball Club di Roma 1911-1912
Questa pagina raccoglie le informazioni riguardanti il Foot Ball Club di Roma nelle competizioni ufficiali della stagione 1911-1912.

## Stagione
Nella stagione 1911-1912 il Roman si classificò 4º nel campionato di Terza Categoria girone laziale.

## Divise
La divisa del Roman era costituita da maglia rossa con colletto a polo e bordi manica gialli, pantaloncini bianchi e calzettoni rossi con dettagli gialli. I portieri indossavano una maglia con colletto a polo gialla, pantaloncini bianchi e calzettoni gialli.
| Casa     | \| Portiere \| |
| Portiere |                |

## Organigramma societario
Area direttiva
- Presidente: Marcello Noli da Costa
- Vice-presidenti: Ignazio Borsarelli e Umberto Grassi
- Consiglieri: Gaetano Fichera, Francesco Peroni, Max Immelen
- Consiglieri (commissione sportiva): Luigi Millo, Carlo Venarucci, Enzo Casalini

## Rosa
| N. |                        | Ruolo | Calciatore         |
| -- | ---------------------- | ----- | ------------------ |
|    | Italia (bandiera)      | C     | Francesco Becchis  |
|    | Italia (bandiera)      | D     | Guglielmo Bompiani |
|    | Italia (bandiera)      | A     | Camillo Bona       |
|    | Inghilterra (bandiera) | D     | Charles Bowden     |
|    | Italia (bandiera)      | A     | Giorgio Cenedesi   |
|    | Italia (bandiera)      | A     | Gino Donati        |
|    | Italia (bandiera)      | C     | Umberto Grassi     |
|    | Inghilterra (bandiera) | A     | William Crump      |
|    | Italia (bandiera)      | P     | Pasquale Lissone   |

| N. |                    | Ruolo | Calciatore         |
| -- | ------------------ | ----- | ------------------ |
|    | Italia (bandiera)  | C     | Marchesi           |
|    | Italia (bandiera)  | A     | Arthur Meille      |
|    | Italia (bandiera)  | C     | Mario Nevi         |
|    | Italia (bandiera)  | C     | Roberto Pedoni     |
|    | Italia (bandiera)  | D     | Pina               |
|    | Francia (bandiera) | A     | Otello Sassi       |
|    | Italia (bandiera)  | C     | Paolo Telfener     |
|    | Italia (bandiera)  | A     | Giovanni Tommasina |

## Risultati

### Terza Categoria
Di seguito i risultati nel campionato di Terza Categoria laziale.

#### Girone di andata
| Roma 11 febbraio 1912 1ª giornata | Alba Roma | 2 – 1 | Roman |  |

| Roma 18 febbraio 1912 2ª giornata | Audace Roma | 7 – 2 | Roman | Velodromo Salario |

| Roma 3 marzo 1912 4ª giornata | Roman | 1 – 0 | Fortitudo | Campo di Due Pini |

| Roma 10 marzo 1912 5ª giornata | Roman | 0 – 1 | Juventus Roma | Campo di Due Pini |

| Roma 17 marzo 1912 6ª giornata | Roman | 0 – 3 | Lazio | Campo di Due Pini |

#### Girone di ritorno
| Roma 31 marzo 1912 8ª giornata | Roman | 3 – 1 | Alba Roma | Campo di Due Pini |

| Roma 19 maggio 1912 9ª giornata | Roman | 0 – 5 | Audace Roma | Campo di Due Pini |

| Roma 28 aprile 1912 10ª giornata | Juventus Roma | 5 – 2 | Roman | Campo Piazza d'Armi |

| Roma 5 maggio 1912 11ª giornata | Fortitudo | 2 – 2 | Roman | Campo Madonna del Riposo |

| Roma 12 maggio 1912 12ª giornata | Lazio | 7 – 0 | Roman | Parco dei Daini |

## Statistiche

### Statistiche di squadra
| Competizione    | Punti | In casa | In casa | In casa | In casa | In casa | In casa | In trasferta | In trasferta | In trasferta | In trasferta | In trasferta | In trasferta | Totale | Totale | Totale | Totale | Totale | Totale | DR  |
| Competizione    | Punti | G       | V       | N       | P       | Gf      | Gs      | G            | V            | N            | P            | Gf           | Gs           | G      | V      | N      | P      | Gf     | Gs     | DR  |
| --------------- | ----- | ------- | ------- | ------- | ------- | ------- | ------- | ------------ | ------------ | ------------ | ------------ | ------------ | ------------ | ------ | ------ | ------ | ------ | ------ | ------ | --- |
| Terza Categoria | 5     | 5       | 2       | 0       | 3       | 4       | 11      | 5            | 0            | 1            | 4            | 7            | 23           | 10     | 2      | 1      | 7      | 11     | 33     | -22 |
| Totale          | -     | 5       | 2       | 0       | 3       | 4       | 11      | 5            | 0            | 1            | 4            | 7            | 23           | 10     | 2      | 1      | 7      | 11     | 33     | -22 |